# Magda Maros
Magdolna Maros –conocida como Magda Maros– (Budapest, 4 de octubre de 1951) es una deportista húngara que compitió en esgrima, especialista en la modalidad de florete.
Participó en dos Juegos Olímpicos de Verano en los años 1976 y 1980, obteniendo tres medallas, bronce en Montreal 1976 y plata y bronce en Moscú 1980. Ganó cinco medallas en el Campeonato Mundial de Esgrima entre los años 1973 y 1982.

## Palmarés internacional
| Juegos Olímpicos   | Juegos Olímpicos      | Juegos Olímpicos  | Juegos Olímpicos    |
| Año                | Lugar                 | Medalla           | Prueba              |
| ------------------ | --------------------- | ----------------- | ------------------- |
| 1976               | Montreal (Canadá)     | Medalla de bronce | Florete por equipos |
| 1980               | Moscú (URSS)          | Medalla de plata  | Florete individual  |
| 1980               | Moscú (URSS)          | Medalla de bronce | Florete por equipos |
| Campeonato Mundial |                       |                   |                     |
| Año                | Lugar                 | Medalla           | Prueba              |
| 1973               | Gotemburgo (Suecia)   | Medalla de oro    | Florete por equipos |
| 1974               | Grenoble (Francia)    | Medalla de plata  | Florete por equipos |
| 1975               | Budapest (Hungría)    | Medalla de plata  | Florete por equipos |
| 1979               | Melbourne (Australia) | Medalla de plata  | Florete por equipos |
| 1982               | Roma (Italia)         | Medalla de plata  | Florete por equipos |